# La patru pași de infinit
La patru pași de infinit este un film românesc din 1964 regizat de Francisc Munteanu. Rolurile principale au fost interpretate de actorii Silviu Stănculescu și Irina Gărdescu.

## Distribuție
- Irina Gărdescu — Ana, fiica dr. Coman[1]
- Silviu Stănculescu — slt. Mihai, ofițer al Armatei Române
- Cella Dima — Emilia, soția dr. Coman
- Mircea Șeptilici — dr. Alexandru Coman, chirurg
- Silvia Fulda — „mama” Paulina, gazda slt. Mihai
- Mircea Constantinescu — croitorul Manu, proprietarul unui atelier
- Victor Moldovan — șoferul Toma, agentul de legătură al slt. Mihai
- Costel Constantinescu — dispecerul companiei de transport
- Traian Petruț — agent de poliție
- Vasile Dinescu
- Petre Pătrașcu

## Producție
Filmările au avut loc în perioada 1 iulie – 15 septembrie 1964, exterioare la Sibiu, interioare la Buftea. Cheltuielile de producție s-au ridicat la 3.700.000 lei.

## Primire
Filmul a fost vizionat de 2.478.711 de spectatori în cinematografele din România, după cum atestă o situație a numărului de spectatori înregistrat de filmele românești de la data premierei și până la data de 31 decembrie 2014 alcătuită de Centrul Național al Cinematografiei.